# Щось трапилося
«Щось трапилося» («Kažkas atsitiko») — радянський художній фільм 1986 року, знятий режисером Артуром Поздняковим на Литовській кіностудії.

## Сюжет
Культовий музичний фільм, в основу якого покладено десять кліпів популярних у 80-ті роки гуртів «Фойє», «Антіс» та «Артель».

## У ролях
- Вітаутас Кярнагіс — головна роль
- Андрюс Мамонтовас — головна роль
- Альгірдас Каушпедас — головна роль
- Ляонас Змірскас — чиновник
- Андрюс Шюша — вампір
- Олегас Дітковскіс — роль другого плану
- Юозас Будрайтіс — детектив
- Галина Даугуветіте — жінка, яка зустрічає чиновника
- Донатас Каткус — зустрічаючий чиновника
- Едуардас Паулюконіс — супроводжуючий чиновника
- Сігітас Якубаускас — супроводжуючий чиновника
- Сігітас Рачкіс — роль другого плану
- Альфредас Каряцкас — роль другого плану
- Зенонас Рочіс — роль другого плану
- Е. Таутеріс — роль другого плану
- Арунас Блушюс — гітарист, учасник гурту «Anties»
- Гінтаутас Кажемекас — ударні (бубон), учасник гурту «Anties»
- Вітаутас Кубілюс — туба, учасник гурту «Anties»
- Пятрас Убартас — трубач, гітарист, учасник гурту «Antis»
- Артурас Луцкус — тромбоніст, учасник гурту «Anties»
- Гедимінас Юрявічюс — бас гітарист, учасник гурту «Anties»
- Арунас Повілаускас — клавішні, учасник гурту «Anties»
- Павелас Ковальовас — саксофоніст, учасник гурту «Anties»
- А. Урбонас — епізод, учасник гурту «Antis»
- Андрюс Кулікаускас — епізод, учасник гурту «Artele»
- Гінтарас Тільвітіс — епізод, учасник гурту «Artele»
- Маріюс Шнарас — епізод, учасник гурту «Artele»
- М. Габіс — епізод, учасник гурту «Artele»
- Ромас Райніс — бас гітарист, учасник гурту «Foje»
- Дарюс Бурокас — бас-гітарист, клавішні, учасник гурту «Foje»
- Еугеніюс Пугачюкас — ударник, учасник гурту «Foje»
- Арнольдас Лукошюс — музикант гурту «Foje»
- Саулюс Валіконіс — саксофоніст, учасник гурту «Artele»
- Робертас Вайдотас — епізод
- Кестутіс Гасцявічюс — епізод
- Ванда Сапкайте — гример
- Еугеніюс Ольбікас — плавець і чоловік з метеликом

## Знімальна група
- Режисер — Артур Поздняков
- Сценарист — Артур Поздняков
- Оператори — Альгімантас Мікутьонас, Вікторас Радзявічюс
- Композитори — Вітаутас Кярнагіс, Андрюс Мамонтовас, Альгірдас Каушпедас
- Художник — Галюс Клічюс